# 10 złotych polskich (1820–1825)
10 złotych polskich (1820–1825) – moneta dziesięciozłotowa Królestwa Kongresowego okresu autonomii, bita na podstawie zgody cara Aleksandra I z 20 października 1818 r., wyrażonej między innymi na emisję monet dziesięciozłotowych z napisem na rewersie „Z SREBRA KRAIOWEGO”. Monetę bito w latach 1820–1825, według systemu monetarnego opartego na grzywnie kolońskiej. Wycofano ją z obiegu 1 maja 1847 r.
Moneta została wybita z otokiem, podobnie jak niektóre inne nominały Królestwa Polskiego okresu autonomii emitowane po 1819–, albo po 1820 r.

## Awers
Na tej stronie umieszczono prawe popiersie cara Aleksandra I, dookoła otokowo napis:

ALEXANDER I CESARZ SA•W•ROS•KRÓL POLSKI *

Dookoła znajduje się wypukły otok. W roku 1823 lekkiej modyfikacji uległ rysunek popiersia cara.

## Rewers
Na tej stronie umieszczono średni herb Królestwa Kongresowego, tzn. orła rosyjsko-polskiego – dwugłowy orzeł z trzema koronami, dużą pośrodku i dwiema małymi na głowach orła, w prawej łapie trzyma miecz i berło, w lewej jabłko królewskie, na piersi, na tle gronostajowego płaszcza, tarcza herbowa z polskim orłem. Po obu stronach dużej korony rok bicia: 1820, 1821, 1822, 1823, 1824 lub 1825. Na dole, po obu stronach ogona orła, znajduje się znak intendenta mennicy w Warszawie – I.B. (Jakuba Benika), otokowo napis:

10.ZŁOTYCH POLSKICH.

a pod nim:

Z SREBRA KRAIOWEGO.

Dookoła znajduje się wypukły otok.

## Opis
Monetę bito w mennicy w Warszawie, w srebrze próby 868, na krążku o średnicy 39 mm, masie 31,1 grama, z rantem gładkim, z otokiem. Według sprawozdań mennicy w latach 1820–1824 w obieg wypuszczono 3 599 sztuk dziesięciozłotówek.
Stopień rzadkości poszczególnych roczników przedstawiono w tabeli:
| Rocznik                  | Stopień rzadkości | Szacowana liczba egzemplarzy | Uwagi                                 | Zdjęcie |
| ------------------------ | ----------------- | ---------------------------- | ------------------------------------- | ------- |
| 10 złotych polskich 1820 | R5                | 26–120                       |                                       |         |
| 10 złotych polskich 1821 | R4                | 121–600                      |                                       |         |
| 10 złotych polskich 1822 | R5                | 26–120                       |                                       |         |
| 10 złotych polskich 1823 | R4                | 121–600                      | zmodyfikowany rysunek cara na awersie |         |
| 10 złotych polskich 1824 | R5                | 26–120                       | zmodyfikowany rysunek cara na awersie |         |
| 10 złotych polskich 1825 | R5                | 26–120                       | zmodyfikowany rysunek cara na awersie |         |

Moneta była bita w latach panowania Aleksandra I, więc w numizmatyce rosyjskiej zaliczana jest do kategorii monet tego cara.
W odpowiedzi na pismo Namiestnika Królestwa Polskiego z 9 kwietnia 1818 r. zawierające prośbę o wyrażenie zgody na:
- bicie monet z napisem „z miedzi krajowej” oraz
- srebrnych 10-złotówek, które nie były wymienione w akcie prawnym z 1 grudnia 1815 r.,

król-cesarz Aleksander I wyraził zgodę, warunkując ją koniecznością bicia ich przez Mennicę Królewską w Warszawie „w formie cylindrycznej, z wykonaniem obrzeża monet prostopadłego do płaszczyzny krążka”. W celu wypełnienia wymagania narzuconego przez administrację petersburską koniecznym było sprowadzenie ze stolicy Cesarstwa Rosyjskiego parowych maszyn menniczych, które postanowiono zainstalować w nowo budowanym gmachu mennicy. Pojawienie się w 1819 r. różnych nominałów z otokiem wiązało się z uruchomieniem petersburskich automatów. W przypadku monet dziesięciozłotowych ich pierwsza emisja, wyłącznie z otokiem, nastąpiła dopiero z datą roczną 1820.